# Kiromal Katibin
Kiromal Katibin (* 21. August 2000 in Batang) ist ein indonesischer Sportkletterer, der sich auf die Disziplin Speed spezialisiert hat. Er ist ehemaliger Weltrekordhalter über 15 m.

## Karriere
Kiromal Katibins internationales Debüt erfolgte 2017 an den Asiatischen Jugendmeisterschaften. 2018 konnte er bei diesem Wettbewerb den ersten Platz in der Disziplin Speed belegen. 2019 wurde er bei den Asiatischen Meisterschaften in Bogor Zweiter.
Bei seinem ersten Weltcup belegte er im Mai 2021 in Salt Lake City den zweiten Platz. Es gelang ihm dabei, den Weltrekord von Reza Alipourshenazandifar um 0,222 s auf 5,258 s zu verbessern. Dieser Rekord wurde aber sogleich von Veddriq Leonardo mit 5,208 s gebrochen. 2021 wurde er Zweiter im Gesamtweltcup im Speed.
Anfang Mai 2022 wurde er beim Weltcup in Seoul Zweiter, wobei er den Weltrekord auf 5,17 s verbesserte. Dieser aber hielt nur knapp einen Monat, denn in Salt Lake City gewann er seinen ersten Weltcup und realisierte mit 5,10 s eine neue Bestzeit. Am 30. Juni 2022 unterbot er diesen Weltrekord beim Weltcup in Villars gleich zweimal: erst kletterte er die 15 m in 5,097 s und nur einige Stunden später in 5,04 s. Am 28. April 2023 wurde dieser Rekord beim Weltcup in Seoul durch Veddriq Leonardo auf 4,98 s und kurz darauf auf 4,90 s verbessert.